# Трета Пазарджишка въстаническа оперативна зона
Трета Пазарджишка въстаническа оперативна зона е териториална и организациона структура на т. нар. Народоосвободителна въстаническа армия (НОВА) по време на комунистическото съпротивително движение в България (1941-1944) през Втората световна война.
Трета Пазарджишка въстаническа оперативна зона на НОВА е създадена през септември 1943 година от Пазарджишката окръжна организация на БРП (к). Зоната е разделена на четири района: Панагюрски, Чепински, Варварски и Еледжишки. По указание на Ц.К. на БРП (к) и Главния щаб на НОВА е сформиран щабът на зоната:
- Комендант (командир) на въстаническата зона – Методи Шаторов
- Политкомисар – Стоян Попов[4]

В зоната действат две партизански бригади, два отряда и бойни групи:
- Партизанска бригада „Чепинец“
- Партизанска бригада „Георги Бенковски“
- Партизански отряд „Ангел Кънчев“
- Партизански отряд „Панайот Волов“[5]